# Mistrovství světa juniorů v orientačním běhu 1990
1. Mistrovství světa juniorů v orientačním běhu proběhlo ve Švédsku ve dnech 7. až 12. července 1990. Centrum těchto historicky prvních závodů JMS bylo v kraji Norrbotten nedaleko města Älvsbyn.

## Výsledky Individuálního závodu
| Muži                                       | Muži                                       | Muži                                       | Muži                                       | Muži                                       | Ženy                                     | Ženy                                     | Ženy                                     | Ženy                                     | Ženy                                     |
| ------------------------------------------ | ------------------------------------------ | ------------------------------------------ | ------------------------------------------ | ------------------------------------------ | ---------------------------------------- | ---------------------------------------- | ---------------------------------------- | ---------------------------------------- | ---------------------------------------- |
| - Traťové parametry: 10,725 km, ? kontrol. | - Traťové parametry: 10,725 km, ? kontrol. | - Traťové parametry: 10,725 km, ? kontrol. | - Traťové parametry: 10,725 km, ? kontrol. | - Traťové parametry: 10,725 km, ? kontrol. | - Traťové parametry: 7,59 km, ? kontrol. | - Traťové parametry: 7,59 km, ? kontrol. | - Traťové parametry: 7,59 km, ? kontrol. | - Traťové parametry: 7,59 km, ? kontrol. | - Traťové parametry: 7,59 km, ? kontrol. |
| Umístění                                   | Země                                       | Jméno                                      | Čas                                        | Ztráta                                     | Umístění                                 | Země                                     | Jméno                                    | Čas                                      | Ztráta                                   |
|                                            | Finsko                                     | Mikael Boström                             | 0:57:17                                    |                                            |                                          | Norsko                                   | Torunn Fossliová                         | 0:49:36                                  |                                          |
|                                            | Švédsko                                    | Jimmy Birklin                              | 0:59:58                                    | + 0:02:41                                  |                                          | Švédsko                                  | Marlena Janssonová                       | 0:49:51                                  | + 0:00:15                                |
|                                            | Finsko                                     | Sören Nymalm                               | 1:00:08                                    | + 0:02:51                                  |                                          | Finsko                                   | Mari Lukkarinenová                       | 0:50:28                                  | + 0:00:52                                |
| 4.                                         | Švédsko                                    | Mikael Palmberg                            | 1:01:07                                    | + 0:03:50                                  | 4.                                       | Norsko                                   | Hanne Sandstadová                        | 0:50:51                                  | + 0:01:15                                |
| 5.                                         | Švédsko                                    | Ali Kousko                                 | 1:01:49                                    | + 0:04:32                                  | 5.                                       | Švédsko                                  | Gunilla Svärdová                         | 0:51:58                                  | + 0:02:22                                |
| 6.                                         | Švédsko                                    | Klas Karlsson                              | 1:01:58                                    | + 0:04:42                                  | 6.                                       | Švédsko                                  | Karin Wollbrandová                       | 0:52:42                                  | + 0:03:06                                |

## Štafetový závod

### Výsledky štafetového závodu
| Muži                                                                                 | Muži                                                                                 | Muži                                                                                 | Muži                                                                                 | Muži                                                                                 | Ženy                                                                         | Ženy                                                                         | Ženy                                                                         | Ženy                                                                         | Ženy                                                                         |
| ------------------------------------------------------------------------------------ | ------------------------------------------------------------------------------------ | ------------------------------------------------------------------------------------ | ------------------------------------------------------------------------------------ | ------------------------------------------------------------------------------------ | ---------------------------------------------------------------------------- | ---------------------------------------------------------------------------- | ---------------------------------------------------------------------------- | ---------------------------------------------------------------------------- | ---------------------------------------------------------------------------- |
| - Traťové parametry : ? km, ? kontrol, ? m převýšení - Mapa: Nattberg 1:10 000 E= 5m | - Traťové parametry : ? km, ? kontrol, ? m převýšení - Mapa: Nattberg 1:10 000 E= 5m | - Traťové parametry : ? km, ? kontrol, ? m převýšení - Mapa: Nattberg 1:10 000 E= 5m | - Traťové parametry : ? km, ? kontrol, ? m převýšení - Mapa: Nattberg 1:10 000 E= 5m | - Traťové parametry : ? km, ? kontrol, ? m převýšení - Mapa: Nattberg 1:10 000 E= 5m | - Parametry : ? km, ? kontrol, ? m převýšení - Mapa: Nattberg 1:10 000 E= 5m | - Parametry : ? km, ? kontrol, ? m převýšení - Mapa: Nattberg 1:10 000 E= 5m | - Parametry : ? km, ? kontrol, ? m převýšení - Mapa: Nattberg 1:10 000 E= 5m | - Parametry : ? km, ? kontrol, ? m převýšení - Mapa: Nattberg 1:10 000 E= 5m | - Parametry : ? km, ? kontrol, ? m převýšení - Mapa: Nattberg 1:10 000 E= 5m |
| Umístění                                                                             | Země                                                                                 | Jméno                                                                                | Čas                                                                                  | Ztráta                                                                               | Umístění                                                                     | Země                                                                         | Jméno                                                                        | Čas                                                                          | Ztráta                                                                       |
|                                                                                      | Finsko                                                                               | Mikael Boström Sören Nymalm Kimmo Liljeström                                         | 2:03:29                                                                              |                                                                                      |                                                                              | Norsko                                                                       | Hanne Staffová Torunn Fossli Sæthreová Hanne Sandstadová                     | 1:42:05                                                                      |                                                                              |
|                                                                                      | Švédsko                                                                              | Mikael Palmberg Klas Karlsson Jimmy Birklin                                          | 2:05:11                                                                              | + 0:01:42                                                                            |                                                                              | Švédsko                                                                      | Gunilla Svärdová Karin Wollbrandová Marlena Janssonová                       | 1:43:20                                                                      | + 0:01:15                                                                    |
|                                                                                      | Norsko                                                                               | Tore Sandvik Espen Bergström Harald Bakke                                            | 2:11:48                                                                              | + 0:08:19                                                                            |                                                                              | Finsko                                                                       | Tuija Tammerinová Eija Kujansuuová Mari Lukkarinenová                        | 1:45:07                                                                      | + 0:03:02                                                                    |
| 4                                                                                    | Sovětský svaz                                                                        | Girts Vegeris Janis Ozolins Ivars Zagars                                             | 2:12:05                                                                              | + 0:08:36                                                                            | 4                                                                            | Maďarsko                                                                     | Katalin Nagyágiová Orsolya Deseõová Emõke Paálová                            | 1:55:53                                                                      | + 0:13:48                                                                    |
| 5                                                                                    | Československo                                                                       | Petr Bořánek Tomáš Prokeš Rudolf Ropek                                               | 2:13:28                                                                              | + 0:09:59                                                                            | 5                                                                            | Spojené království                                                           | Heather Monroová Kirsty Bryan Jonesová Claire Bollandová                     | 1:56:27                                                                      | + 0:14:22                                                                    |
| 6                                                                                    | Švýcarsko                                                                            | Daniel Giger Jan Beguin Alain Berger                                                 | 2:14:50                                                                              | + 0:11:21                                                                            | 6                                                                            | Švýcarsko                                                                    | Veronique Renaudová Kirsten Gigerová Birgitte Steigerová                     | 2:00:45                                                                      | + 0:18:40                                                                    |

## Česká juniorská reprezentace na MSJ
| Muži                       | Muži                       | Muži                       | Ženy                        | Ženy                        | Ženy                        |
| -------------------------- | -------------------------- | -------------------------- | --------------------------- | --------------------------- | --------------------------- |
| - Umístění českých juniorů | - Umístění českých juniorů | - Umístění českých juniorů | - Umístění českých juniorek | - Umístění českých juniorek | - Umístění českých juniorek |
| Jméno                      | Long                       | Štafety                    | Jméno                       | Long                        | Štafety                     |
| Petr Bořánek               | 45. místo                  | 5. místo                   | Marcela Kubatková           | 41. místo                   | 7. místo                    |
| Tomáš Prokeš               | 10. místo                  | 5. místo                   | Jana Cieslarová             | 50. místo                   | 7. místo                    |
| Rudolf Ropek               | 13. místo                  | 5. místo                   | Radka Langrová              | 67. místo                   | 7. místo                    |
| Pavel Žemlík               | 14. místo                  | x                          | Hana Doleželová             | 72. místo                   | x                           |

## Medailová klasifikace podle zemí
| Medailová klasifikace podle zemí | Medailová klasifikace podle zemí | Medailová klasifikace podle zemí | Medailová klasifikace podle zemí | Medailová klasifikace podle zemí | Medailová klasifikace podle zemí |
| Umístění                         | Země                             | Zlato                            | Stříbro                          | Bronz                            | Součet                           |
| -------------------------------- | -------------------------------- | -------------------------------- | -------------------------------- | -------------------------------- | -------------------------------- |
| 1.                               | Finsko                           | 2                                | -                                | 3                                | 5                                |
| 2.                               | Norsko                           | 2                                | -                                | 1                                | 3                                |
| 3.                               | Švédsko                          | -                                | 4                                | -                                | 4                                |